# Rhinocladius culicinus
Rhinocladius culicinus är en tvåvingeart som beskrevs av Edwards 1931. Rhinocladius culicinus ingår i släktet Rhinocladius och familjen fjädermyggor. Inga underarter finns listade i Catalogue of Life.